# Улица Всеволода Вишневского (Санкт-Петербург)

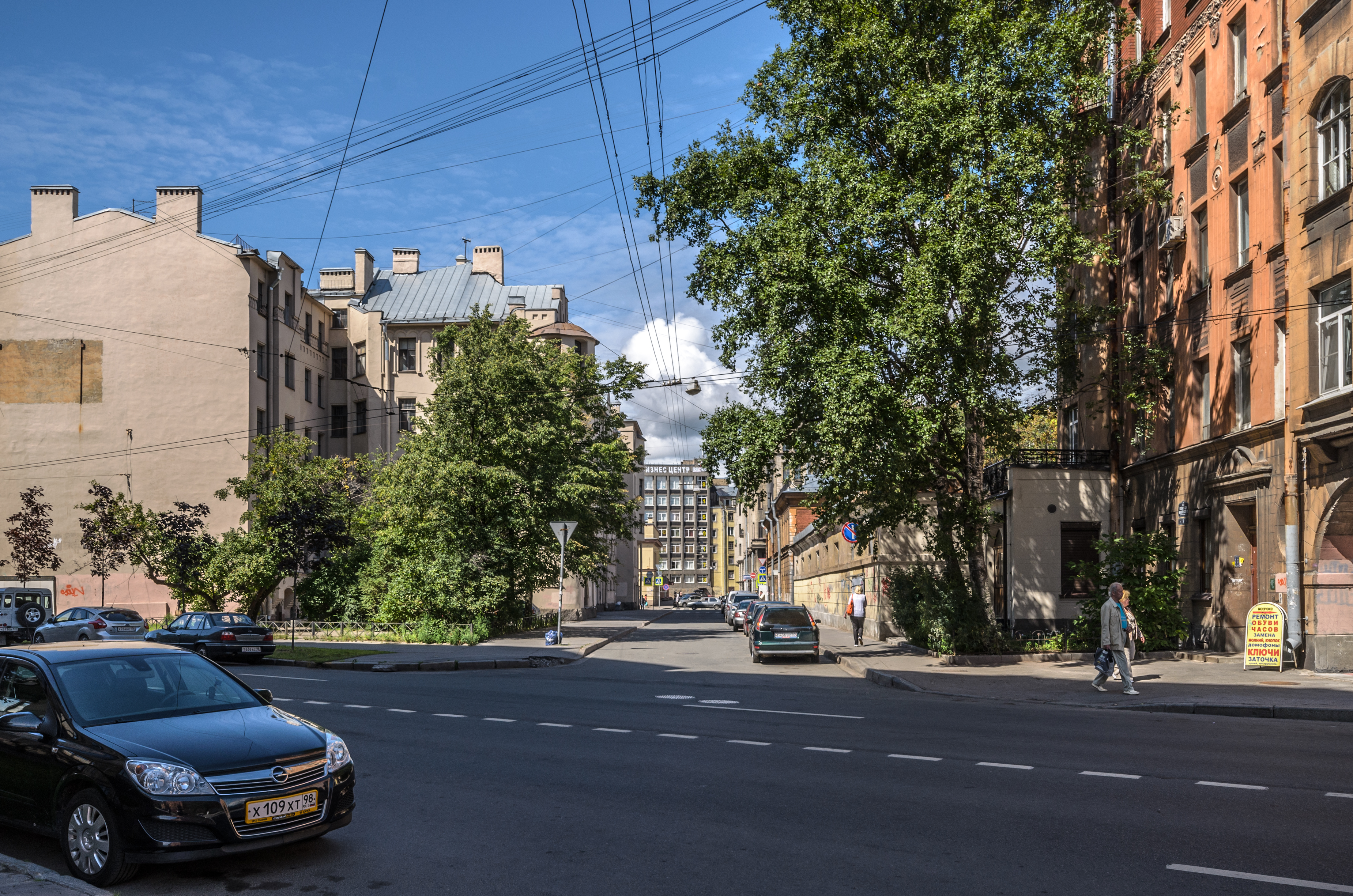
Улица Всеволода Вишневского возле Левашовского проспекта

У́лица Все́волода Вишне́вского — улица в Петроградском районе Санкт-Петербурга. Проходит от Малого проспекта Петроградской стороны до набережной реки Карповки. Далее через Карповский мост продолжается Иоанновским переулком. Имеет Г-образную форму.

## История
Улица состоит из двух участков, соединяющихся приблизительно под прямым углом. С 1798 по 1912 годы начало первого участка от Малого до Чкаловского проспекта называлось Теряевой улицей, по фамилии владельца находившегося там питейного дома. В начале XIX столетия эта же улица иногда обозначался на картах как «18-я улица», поскольку тогда была предпринята попытка пронумеровать улицы Петербургской стороны, идущие перпендикулярно главной магистрали Петроградского острова — Большому проспекту.
До начала XX века в направлении, продолжающем этот участок улицы на северо-запад, находился пруд с островком, соединявшийся рукавом с рекой Карповкой. Это ответвление Карповки было засыпано около 1903 года. 4 февраля 1912 года к Теряевой улице был присоединён участок, проходивший по засыпанному пруду, и она соединилась с проложенной в то же время перпендикулярной ей улицей Милосердия (шедшей от Бармалеевой улицы до Карповки). Последняя получила имя по Санкт-Петербургскому дому милосердия, через владения которого проходила. Под этим названием она просуществовала чуть больше пятнадцати лет. Как устаревшее, его поменяли 26 ноября 1927 года на улицу Текстилей. Здесь в 1913 году текстильным объединением для своих рабочих была начата постройка дома (ныне № 14), который был закончен только в 1928 году.
15 декабря 1952 года участок магистрали от Малого проспекта до улицы Текстилей был переименован в Брестскую улицу, в честь освобождения города Бреста от фашистских захватчиков в 1944 году, но название не прижилось и 4 января 1954 года было отменено.
В 1955 году участок улицы Текстилей от Бармалеевой до Теряевой улицы вошёл в территорию Центрального научно-исследовательского института «Морфизприбор», а к оставшемуся участку, проходящему до реки Карповки, была присоединена часть Теряевой улицы от Чкаловского проспекта. Таким образом, улица Текстилей приобрела Г-образную форму.
Наконец, решением Ленгорисполкома от 16 января 1964 года Теряева улица и улица Текстилей были объединены в улицу Всеволода Вишневского, в честь советского драматурга, который в 1942—1944 годах жил поблизости, в доме № 10 по улице Профессора Попова.
На улице в разное время проживали выдающийся популяризатор науки Я. И. Перельман (д. 10) и знаменитый советский лётчик В. П. Чкалов (д. 11).

## Пересечения
- Малый проспект П. С.
- Левашовский проспект
- Чкаловский проспект
- Набережная реки Карповки

## Здания
- д. 1 — дом в стиле эклектика (1903, арх. Габерцетель В. Ф.)
- д. 2 — дом в стиле эклектика (1901, арх. П. Л. Спокойский-Францевич)
- д. 3 — дом в стиле эклектика (1904, арх. Терлецкий В. К.)
- д. 6 —  памятник архитектуры (вновь выявленный объект)[1]
- д. 5 — доходный дом в стиле модерн (1912, Красковский С. Ю.)
- д. 9 (Чкаловский пр, 52) — доходный дом, (1911—1913 год, арх. М. Д. Розензона, С. М. Белякова и Ф. Д. Павлова)[2]
- д. 10 (Чкаловский пр, д. 31, Плуталова улица, 2) — доходный дом Б. Я. Купермана (дом А. Л. Лишневского, М. Л. Сагалова) в стиле модерн (1911—1913 год, арх. А. Л. Лишневский)[3]. Это здание, построенное в сочетании «петербургского модерна» с неорусским стилем, в своё время составляло единый архитектурный ансамбль с построенным в схожем стиле храмом Алексия, человека Божия (Чкаловский пр., д. 50)[4]. До революции в доме жил художник и сценограф Борис Анисфельд. Также здесь жил выдающийся популяризатор науки Я. И. Перельман со своей женитьбы в 1915 году до смерти от истощения в блокадном Ленинграде. Имеется мемориальная доска на фасаде со стороны Плуталовой улицы.  памятник архитектуры (вновь выявленный объект)[1]

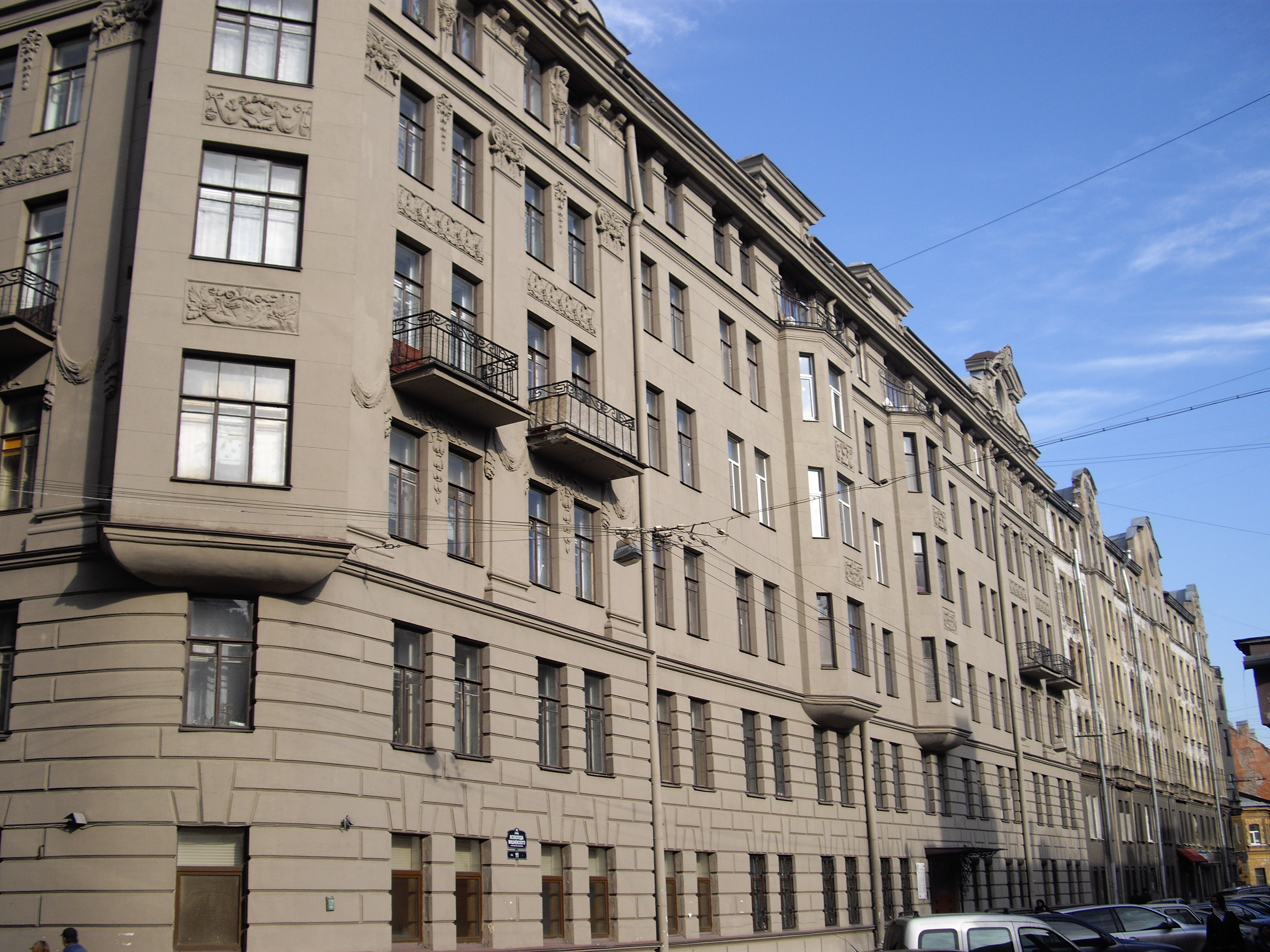
Дом 11, в котором жил Валерий Чкалов, с мемориальной доской. Вид от завода «Измеритель» в сторону Чкаловского проспекта

- д. 11 — дом акционерного общества «Архитектор» в стиле неоклассицизм (1913, арх. В. П. Голубин). В этом доме с 1927 по 1931 год жил знаменитый советский лётчик Валерий Чкалов.
- д. 14 — дом в стиле конструктивизм (1914—1928, арх. Иларионов А. П.)
- д. 15х (наб. Карповки, д. 30) — дом К. Г. Чубакова в стиле эклектика (1911—1912, арх. Габе Р. М.; частично перестроен в 1964—1966)  памятник архитектуры (вновь выявленный объект)[1]
- д. 16 — дом в стиле модерн (1914—1928, арх. Иларионов А. П.)
- д. 20 — дом в стиле модерн (1913, Бродович Н. С.)
- д. 22 (наб. Карповки, д. 32) — дом в стиле модерн (1910—1911, граф де Рошефор К. Н.)